# Csumis
A Csumis (oroszul: Чумыш) folyó Oroszország ázsiai részén, Dél-Szibériában, az Ob jobb oldali mellékfolyója.

## Földrajz
Hossza: 644 km, vízgyűjtő területe: 23 900 km², évi közepes vízhozama: 146 m³/sec (a torkolat fölött 74 km-rel).
Két forrásága, a Kara-Csumis és a Tom-Csumis a Szalair keleti oldalán ered és a Kemerovói terület délnyugati határa közelében folyik dél felé. Egyesülésük után a Csumis az Altaji határterületen folytatja útját, felső szakaszán sok a zúgó. Rendkívül kanyargós medrében előbb északnyugatra tart, majd nyugati, délnyugati irányban folyik, javarészt az alacsony Bija–Csumis-hátságon. A torkolat közelében két ágra bomlik és Barnaul alatt, a várostól mintegy 90 km-re éri el főfolyóját, az Obot. 
November első fele és április második fele között befagy. Nyáron a torkolattól minteg 200 km-ig hajózható. 
A folyón Talmenka településnél (Altaji határterület) híd ível át, ez biztosítja a közúti és vasúti közlekedést Novoszibirszk és  Barnaul között.